# Дипломная работа (фильм)
«Дипло́мная рабо́та» (исп. Tesis) — первый полнометражный фильм испанского режиссёра Алехандро Аменабара, психологический триллер. В русском переводе известен также как «Диссерта́ция», «Те́зис», «Снафф», «16 мм», «Опа́сная нахо́дка», «Курсова́я».
Обладатель семи премий «Гойя» (в том числе за лучший фильм), Гран-при Брюссельского фестиваля, а также других кинематографических наград. «Дипломная работа» имела большой успех как у критиков, так и у публики.
Фильм был снят за пять с половиной недель, его бюджет составил 116 миллионов испанских песет (около 697 тысяч €). Аменабар начал писать сценарий, учась в университете, и дал имя одного из своих придирчивых профессоров зловещему персонажу фильма Хорхе Кастро, хотя позднее извинился за это.

## Сюжет
Анхела — студентка мадридского киноинститута, которая пишет дипломную работу на тему «Аудиовизуальное насилие». Она обращается к своему научному руководителю Фредерико Фигероа с просьбой взять для неё в институтской видеотеке несколько плёнок, не принятых к показу на телевидении по причине их жестокости, а также к сокурснику Чеме, помешанному на кровавых фильмах, чтобы он показал ей что-нибудь из его коллекции.
Профессор отправляется в видеотеку, но дабы не скомпрометировать себя, не говорит служителю, что именно собирается искать. Секция порнографии находится в глубоком подвале. Когда смотритель окликает Фигероа, тот, боясь столкнуться с другим посетителем, берёт со стеллажа первую попавшуюся кассету и идёт в просмотровый зал.
На следующий день в институте Анхела узнаёт, что профессора нет на месте. Девушка находит его мертвым: он умер от приступа астмы. Движимая любопытством, студентка вынимает видеокассету и уходит, никому ничего не говоря. Дома она прослушивает видеокассету: на ней запись душераздирающих криков. Уже после Анхела решается просмотреть плёнку вместе с Чемой. На экране телевизора девушка, привязанная к стулу, которую пытает и зверски убивает человек с закрытым лицом. Ребята понимают, что это так называемый снафф — фильм с настоящим убийством, а замученная жертва — пропавшая несколько лет назад студентка их института Ванесса. Анхела приходит в ужас, но Чема настолько хладнокровен, что замечает мелкую деталь, позволяющую ему определить модель устройства, на который снимался фильм. Во время исчезновения Ванессы два года назад камер с подобным цифровым зумом было немного, к тому же их уже давно изъяли из продажи. Напуганная Анхела не желает больше иметь дела с этой плёнкой, но позже Чема обращает внимание на новую подробность: из фильма вырезаны микроскопические фрагменты — видимо, жертва называла своего мучителя по имени. Это значит, что садистом мог быть кто-то из её знакомых.
В институте Анхела случайно видит юношу с камерой Sony XT-500, той самой модели, и узнаёт, что это Боско, парень Иоланды, подруги убитой девушки. Она идёт за ним, но тот замечает слежку и вынуждает её объясниться. Анхела наспех придумывает, что готовит репортаж о Ванессе, а затем берёт у него интервью. Чема уверен, что Боско и есть убийца. Но красивый юноша одновременно пугает и привлекает Анхелу, она не может ни избавиться от подозрений, ни найти доказательства. Боско ведёт себя более чем странно: его ответы на интервью расплывчатые и пугающие, его поведение неоднозначное. В это же время Анхела теряет свои ключи, чего с ней раньше никогда не было, и обнаруживает, что кто-то шарил в её комнате. Она подозревает свою младшую сестру Сену, которая до этого хотела посмотреть забытую в видеопроигрывателе снафф-кассету, но та всё отрицает (в удалённой сцене последняя всё же признаётся Анхеле, что действительно заходила в её комнату в поисках той самой кассеты). А затем в гости под предлогом записи дополнительных кадров с интервью наведывается и Боско. Закончив работу, он почти домогается до девушки, но потом отступает, предположив, что ей бы это понравилось. Во время семейного обеда родные Анхелы случайно проговариваются о её дипломной работе, которая никак не связана с интервью. Также парню симпатизирует Сена. На замечание Анхелы о том, что у Боско есть девушка, тот отвечает, что они практически расстались. Чема предупреждает Анхелу не связываться больше с Боско, ставя ей ультиматум.
Девушка отправляется в филиал офиса Sony, откуда крадёт дискету. Проверив её содержимое, она узнаёт, что Боско не покупал камеру два года назад, но одновременно с этим в списке покупателей значится киноинститут. Чема, подкупив охранника кассетами с порно, получает доступ к записям с камер видеонаблюдения в институте. Ночью Анхеле снится сон, в котором к ней в комнату пробирается Боско, приставляет к её горлу нож, целует её со всей страстью, а затем наносит удары, всё это снимая на камеру для снафф-фильма.
На утро она видит этого парня целующимся с Иоландой в здании института. Профессор Кастро, сменивший на посту умершего Фигероа, вызывает Анхелу к себе. Они обсуждают насилие, его влияние, цензуру, зрелищность и принципиальности творца. Профессор пытается выпытать, чем именно Анхела собирается углубить своё поверхностное исследование, плавно переходя к завуалированному допросу о том, из-за чего умер её прежний научный руководитель. Когда она отказывается от разговора, Кастро включает для неё запись с камер видеонаблюдения в просмотровом зале, где видно, как девушка забирает кассету. Под давлением и угрозами Анхела почти готова рассказать о снафф-фильме, но в последний момент на кафедру звонит Чема, который говорит ей немедленно бежать оттуда, предупреждая, что Кастро замешан в расследуемом ими преступлении. Профессор прослушивает их разговор и пытается задержать её, но та сбегает.
Чема показывает Анхеле записи с камер видеонаблюдения в видеотеке, где видно Фигероа и Кастро, который выходил из тайного хода в подземное хранилище. Юноша побывал там и смог унести несколько кассет с таким же содержанием. Девушка рассказывает о камерах, которые были приобретены для киноакадемии, но Чема говорит, что это бессмысленно, так как он тоже пользовался ими во время практики. Анхела предлагает спуститься в подземное хранилище ночью и поискать там камеры, хоть парень настаивает на том, что это бессмысленно и что их там не было.
С ней встречается Иоланда, которая рассказывает дополнительные подробности: она, Ванесса и Боско подрабатывали в рекламном агентстве, где был ещё студент старших курсов. Именно он рассказал остальным о снаффе и о том, как легко его снимать. Через неделю после неожиданного закрытия агентства Ванесса пропала, и Иоланда убеждена, что она мертва, как и ещё пять девушек за последние два года, считавшиеся пропавшими. Этим странным парнем Иоланда называет Чему, а в доказательство показывает их общее фото с Боско. Сам же парень не отрицает своё знакомство с последним, но говорит, что их пути разошлись из-за разных характеров.
Ночью Анхела и Чема прячутся в помещении киноинститута. Проникнув в тот самый потайной подвал по системе тоннелей, они обнаруживают хранилище из около двух сотен кассет. Анхела ищет камеру, а Чема в запертом ящике находит мастер-копии, но оригиналов там нет. Кто-то запирает за ними дверь и выключает свет. Ориентируясь по свету спичек, они пытаются найти выход в системе тоннелей. Чтобы отвлечь «напарницу», Чема рассказывает сказку о принцессе и карлике. В конце концов ребята попадают в тайник с ненужной аппаратурой. Когда у них заканчиваются спички, Анхела сжигает свой свитер, пытаясь хоть немного осветить пространство. Уставшие и измотанные, они остаются там ночевать. Когда загорается свет, девушка просыпается одна. На неё нападает Кастро с тряпкой в руках. Анхела приходит в себя, привязанная к стулу. Профессор отрицает причастность к убийствам (он только монтирует фильмы). Кастро обещает, что не станет истязать её, если она расскажет, кто звонил утром на кафедру. Когда профессор устанавливает объектив и уже целится из пистолета в девушку, а та произносит на камеру его имя и свои прощальные слова, ситуацию спасает спрятавшийся Чема. В короткой потасовке он случайно застреливает Кастро, и ребята, найдя другой выход, сбегают. Парень говорит, что они не могут никому рассказать о произошедшем, а мастер-копии он спрячет у себя, ведь ничего не закончено. И если профессор действительно всего лишь монтировал фильмы, то убийца по-прежнему не обнаружен.
Анхела приходит домой, где от отца узнает, что её сестра отправилась гулять с Боско. В баре она находит Сену и пытается уговорить уйти домой, но та отказывается. Анхела врёт, что у неё отношения с Боско. Чтобы доказать это, она, выпив коктейль для храбрости, на глазах у сестры целует его. Расстроенная Сена уходит. В подворотне на Анхелу нападает Боско, который говорит, что на самом деле ему нужна она, а затем целует её со всей страстью.
Утром Анхела предлагает Чеме пойти в полицию, однако тот уверен: его посадят за убийство, и даже записанное на камеру доказательство самообороны не спасёт ситуацию, но поддавшись уговорам, соглашается. Пока он принимает душ, Анхела собирает необходимые им видеозаписи и находит аккумулятор видеокамеры, а в шкафу под одеждой — саму видеокамеру той же модели, в которой стоит кассета с её именем. На записи неизвестный снимал Анхелу через окно, в том числе спящей, и то, как она целовала кадр интервью с Боско на экране своего телевизора. Девушка сбегает, оставив на полу видеокамеру. Она хочет обратиться в полицию, но передумывает. Придя домой, Анхела застаёт напуганную Сену: кто-то весь день звонил им домой с угрозами. Анхела уверена, что это был Чема. Но оказывается, что расправиться с ней обещала Иоланда, которая оставляет сообщение и своему парню, упрекая его в измене.
Вечером Анхела едет в загородный дом Боско, а тем временем кто-то в тёмном дождевике следует за ней на протяжении всего пути. Она просит парня поговорить с Иоландой, но он отвечает, что они уже не встречаются. Его бывшая всегда звонит с угрозами так называемым соперницам. Анхела предполагает, что у Боско были отношения с Ванессой, но парень всё отрицает. Он останавливает девушку, когда она собирается уйти, и заставляет признаться в своих чувствах к нему. В это время в доме пропадает свет. Когда Боско спускается вниз, чтобы починить пробки, кто-то оглушает его. Это оказывается Чема. Между парнями завязывается драка. Боско разбивает противнику очки и повреждает ему шею. Анхела просит вызвать скорую, на что Боско соглашается и уходит за верёвкой. В это время обессиленный Чема успевает отдать ей нож и произнести слово «гараж». Туда девушка и направляется. Там она понимает, что уже видела это место на кассетах: именно здесь происходили убийства в просмотренных снафф-фильмах. Боско связывает Анхелу. В кладовке, из которой он вытаскивает камеру, девушка видит труп Иоланды (та ворвалась к своему парню злой, и ему пришлось убить её). Настраивая камеру и свет, Боско подробно рассказывает обо всём, что собирается сделать со своей очередной жертвой. Когда парень приступает к делу, Анхела высвобождается, перерезав веревки ножом, который был спрятан в рукаве. Ей удаётся схватить пистолет, приготовленный убийцей для финального аккорда. Боско пытается отвлечь её, спрашивая о цвете своих глаз (этот вопрос в форме флирта он задавал ей раньше, когда пытался поцеловать), чтобы выхватить пистолет, но в него стреляют в упор.
Спустя время Анхела навещает Чему в больнице на фоне читаемого репортажа о «девушках из снаффа». В саду у Боско и были захоронены все тела пропавших, а в доме найдено множество кассет с материалом снаффа. Анхела приносит в подарок Чеме собственноручно подписанный сборник сказок, в котором есть та самая, которую он рассказывал ей в тоннелях — но парень не может читать без очков. Последний поясняет, что в первый день обнаружил подземный ход и кассеты, а также забрал камеру, однако не может объяснить, почему. Анхела уходит, сообщая, что оставила свою дипломную работу. Чема просит соседа по палате прочесть, как подписана подаренная ему книга: в начале там дописано «Приглашаю тебя на кофе». Парень догоняет Анхелу. Пока они идут по больничному коридору к выходу, по телевизору в каждой палате смотрят выпуск новостей, в который включены фрагменты снафф-видео с Ванессой. Репортер несколько раз акцентирует внимание на том, что эти кадры должны быть интересны только как подтверждение тому, насколько такие преступления чудовищны и аморальны. Но вместе с тем показ подобных сцен по телевидению только подтверждает высказанную идею фильма: насилие стало обычным делом.

## В главных ролях
- Ана Торрент — Анхела Маркес
- Феле Мартинес — Чема
- Эдуардо Норьега — Боско Эрранс
- Хавьер Элоррьяга[англ.] — профессор Кастро
- Мигель Пикасо[англ.] — профессор Фигероа
- Ньевес Эрранс — Сена Маркес
- Роса Кампильо — Иоланда
- Пако Эрнандес — отец Анхелы
- Роса Авила — мать Анхелы
- Ольга Маргалло — Ванесса Ромеро
- Тереса Кастанедо — телеведущая

## Идея фильма
Фильм, как и диссертация главной героини, рассматривает сложные вопросы: почему нас привлекает зрелище насилия в жизни и на экране; есть ли границы того, что можно показывать; должен ли режиссёр потакать самым низким вкусам массового зрителя, чтобы выжить в жестокой конкуренции современной киноиндустрии, или нести моральную ответственность за то, что он снимает.
Фрагмент разговора между профессором Кастро и Анхелой:

К: Почему тебя интересует насилие?

А: Потому что оно стало обычным и в кино, и на телевидении, мы слишком к нему привыкли. 

К: И что же? 

А: Меня это беспокоит.

К: Почему?

А: Потому что я не люблю насилие.

К: Ты его отвергаешь?

А: Разумеется.

К: Всегда?

А: Да.

К: Но насилие присуще нам всем… Невозможно подвергнуть цензуре все фильмы.

А: Нет, но режиссёр должен отдавать себе отчёт в том, что он делает.

К: Режиссёр должен делать только то, чего хочет от него публика. Это основной принцип любого зрелища. Или ты отвергаешь и зрелище?

## Интересные факты
- Главные герои учатся в университете Комплутенсе, в котором когда-то учился сам Алехандро Аменабар.
- В комнате у Анхелы висит плакат фильма «Мой личный штат Айдахо».
- На 6:46 над красной дверью в квартире Чемы можно разглядеть надпись «ЯEDRUM», что является отсылкой к фильму «Сияние».
- На украденной Анхелой дискете в списке покупателей камеры Sony XT-500 можно заметить имя Алехандро Аменабара.
- Чема смотрит мультфильм La leyenda del viento del Norte, когда приходит Анхела уговорить пойти в полицию.
- В сцене, где Анхела выбегает из клуба, и на неё нападет Боско, есть удалённый момент, в котором она отталкивает парня от себя — и он падает вниз. В ужасе девушка сначала проверяет его сердцебиение, а потом целует в губы[3].

## Награды и номинации
- 1997 — семь премий «Гойя»: лучший фильм, лучший режиссёрский дебют (Алехандро Аменабар), лучший мужской актёрский дебют (Феле Мартинес), лучший оригинальный сценарий (Алехандро Аменабар), лучший продюсер (Эмилиано Отеги), лучший монтаж (Мария Елена Сайнс де Росас), лучший звук
- 1997 — Серебряный Гран-при Брюссельского кинофестиваля (Алехандро Аменабар)
- 1997 — премия зрителей на кинофестивале в Вальдивии (Чили)
- 1997 — лучшая актриса кинофестиваля в бразильском Грамадо (Ана Торрент)
- 1997 — номинация на Золотой Гран-при фестиваля «Фантаспорто» (Алехандро Аменабар)
- 1997 — номинация на премию «Гойя» лучшей актрисе (Ана Торрент)

## Комментарии
1. ↑  «Курсовая» — так перевел название фильма в своей книге кинокритик Сергей Кудрявцев[1].